# 松岡正樹
松岡 正樹（まつおか まさき、1973年1月24日 - ）は、京都府出身の元プロ野球選手（捕手）。

## 来歴・人物
平安高校では3番・捕手として1990年に夏の選手権大会に出場。1回戦で関東一高の山﨑健から2ランホームランを放っている。同大会の後には日韓米の三国親善国際大会の日本代表に選ばれた。しかし、怪我などで授業日数が不足して1年間留年し、その間は野球部の手伝いや筋力トレーニングなどに励んでいる。
1991年のドラフト会議で巨人と近鉄から3位指名を受け、抽選により巨人が交渉権を得て、契約金と年俸それぞれ5,500万円、500万円（いずれも推定）で入団。ドラフト会議前には、「巨人でなければ野球を辞める」と発言していた。遠投120メートルの強肩と100メートル走11秒台の俊足は高い評価を受けており、伊東勤のような三拍子揃った捕手を目指していたが、一軍での出場はないまま1995年に退団した。なお、現役の途中で選手登録が捕手から内野手に変更されている。

## 詳細情報

### 年度別打撃成績
- 一軍公式戦出場なし

### 背番号
- 58 （1992年 - 1995年）